# Biserica ortodoxă din Iosefin, Timișoara
Biserica Nașterea Maicii Domnului este o biserică ortodoxă din cartierul Iosefin, Timișoara.

## Istoric
La 25 ianuarie 1902 Iacob Marian și-a donat întreaga avere Consistoriului Diecezan Arad în scopul zidirii unei biserici parohiale în cartierul Iosefin. Constituirea parohiei ortodoxe din cartierul Iosefin se face în urma adunării parohiale din 17 aprilie 1921 convocată de av. Emanuil Ungurianu, înființarea parohiei fiind aprobată de Episcopia Aradului prin hotărârea nr. 1941/1921. În urma demersurilor lui Emanuil Ungurianu, în 1925 Primăria Timișoarei a donat parohiei un teren de 1319,8 m2 în Piața Asănești în vederea construirii bisericii, iar Guvernul a aprobat plata unui preot paroh de la bugetul de stat.
Primul preot paroh ales, în urma unui concurs organizat în 22 iulie 1927, a fost Ioan Imbroane, profesor de religie la liceul Carmen Sylva, actual liceu pedagogic. Acesta începe strângerea fondurilor din donații pentru construcția bisericii. În 8 octombrie 1929 mecenatul Emanuil Ungurianu și-a lăsat averea prin testament unor instituții publice, din care un sfert pentru construirea bisericii ortodoxe din Iosefin, alt sfert pentru construirea bisericii ortodoxe din Cetate (actuala Catedrală Mitropolitană, iar jumătate Casei de Educație Națională. O altă donație, de 100 000 lei lăsată prin testament de av. Cornel Nicoară, membru în sinodul parohial, este primită pentru construirea bisericii în anul 1931.
În 1931 Ioan Imbroane încredințează proiectarea bisericii lui Victor Vlad. Construirea bisericii începe în 8 septembrie 1931, slujba de sfințire cu ocazia punerii pietrei de temelie fiind făcută de episcopul Aradului, Grigorie Comșa și se încheie în anul 1936. Sfințirea s-a făcut în 8 septembrie 1936, de către episcopul Aradului, Andrei Magieru.
Între anii 1939 (data înființării Episcopiei Timișoarei) și 6 octombrie 1946 (data inaugurării actualei Catedrale Ortodoxe) a servit drept catedrală ortodoxă, motiv pentru care mai este cunoscută sub numele de Catedrala ortodoxă veche.
După lucrările de restaurare biserica a fost binecuvântată în 1958 de episcopul Vasile Lăzărescu, iar în 1985 de arhiepiscopul Nicolae Corneanu, mitropolitul Banatului.

## Descriere

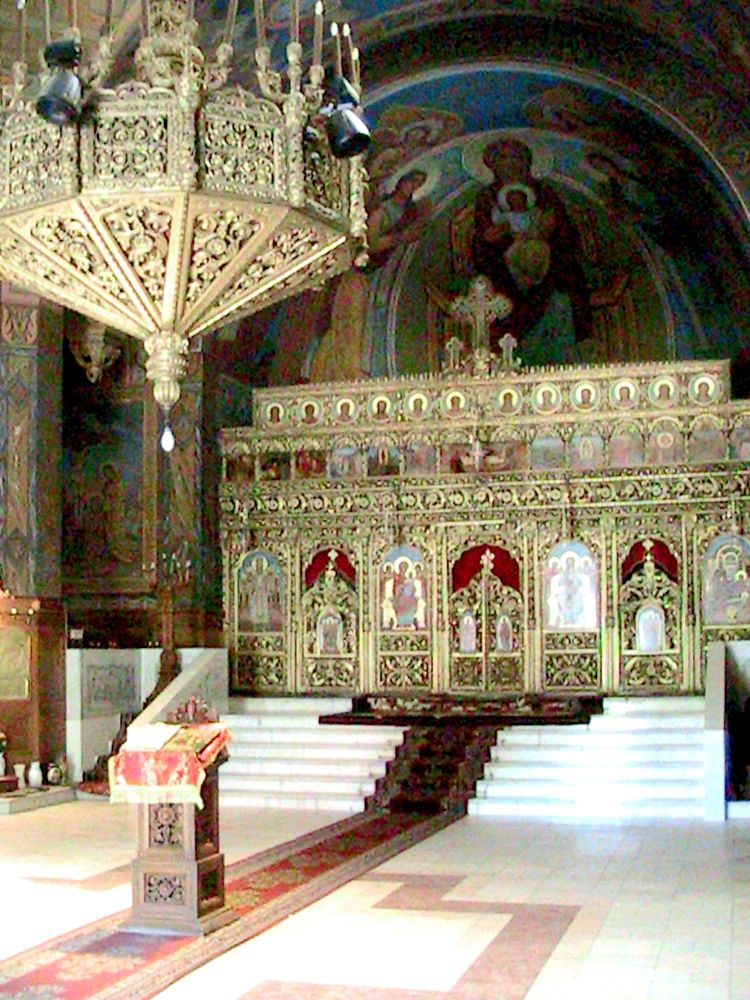
Interiorul bisericii

Biserica este amplasată în Piața Alexandru Mocioni, cunoscută în timp și sub numele de Piața Küttel, Piața Asănești sau Piața Ștefan Furtună. Deși se consideră că partea sudică a pieței (unde este amplasată biserica) face parte din cartierul Elisabetin, biserica s-a construit pentru enoriașii ortodocși din cartierul Iosefin (care înconjoară piața pe celelalte trei părți).
Construită după planurile arhitectului Victor Vlad în stil neobizantin este inspirată după modelul bisericii Sfânta Sofia din Istanbul, mai ales contraforții, forma cupolei și clopotnița-turn separată. Înălțimea cupolei este de 24 m, iar a clopotniței de 33 m Biserica are o navă cu suprafața de cca. 200 m2 și poate primi 1000 de credincioși.
Pictura murală, executata in stilul „fresco bono”, aparține pictorilor prof. Catul Bogdan (absida altarului) și prof. Ioachim Miloia (cupola) și a fost restaurată în anul 1958 de prof. Anastasie Demian, care a adăugat încă 18 scene biblice, iar în 1983-1985 de prof. Victor Jurca, care a adăugat încă 70 de scene. Iconostasul, candelabrul și mormântul Domnului, în stilul baptisteriului de la Curtea de Argeș au fost sculptate din lemn de tei de Ștefan Gajo. Tronurile, scaunele și stranele au fost sculptate din lemn de stejar de Traian Novac. Pardoseala este realizată dintr-o combinație de marmură albă de Rușchița și marmură roz.
Clopotnița are șase clopote, turnate în 1936, armonizate în arpegiu.
În 2011 a fost cuprinsă într-un proiect al municipalității pentru evidențierea patrimoniului arhitectural prin iluminat special pe timpul nopții.
În curtea bisericii, amenajată ca un mic parc, se află busturile celor cinci ctitori ai bisericii: Iacob Marian, Ing. Victor Vlad, Pr. Ioan Imbroane, Av. Emanuil Ungurianu și Ioachim Miloia, executate de sculptorul Aurel Gheorghe Ardeleanu. Busturile lui Vlad, Imbroane și Ungurianu au fost dezvelite în 8 septembrie 2007, iar ale lui Marian și Miloia în 7 septembrie 2008, cu ocazia prăznuirii hramului bisericii.

## Imagini

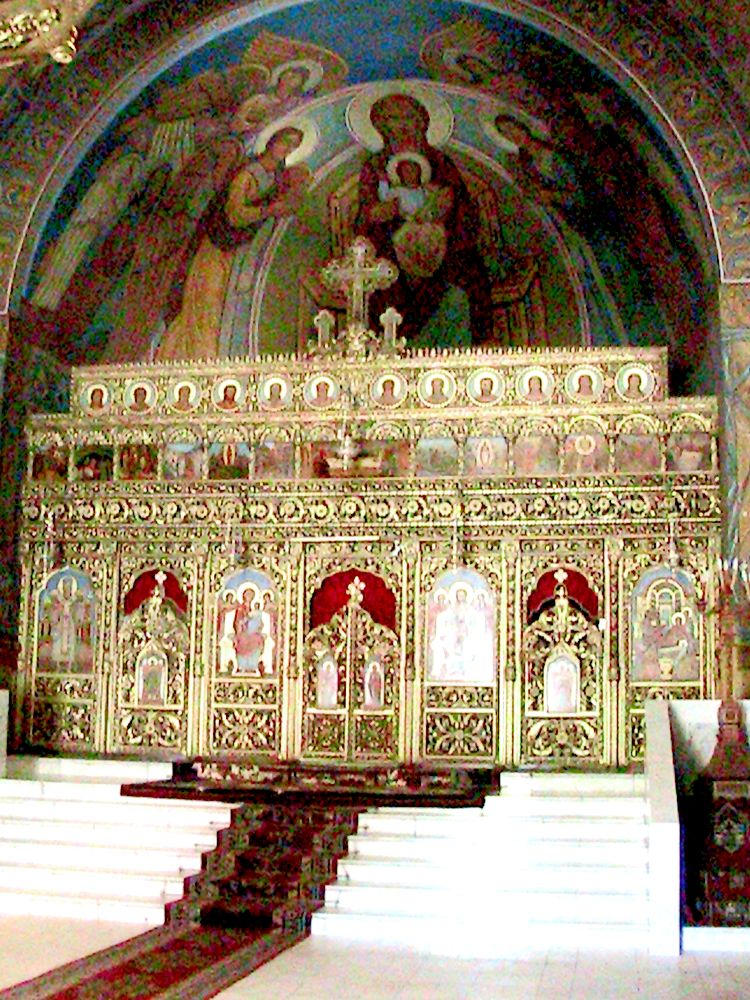
Iconostasul
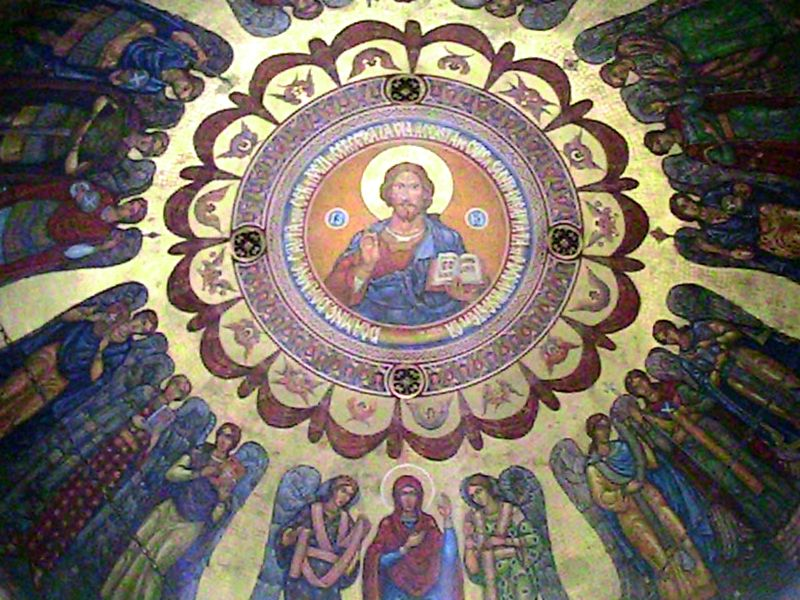
Cupola
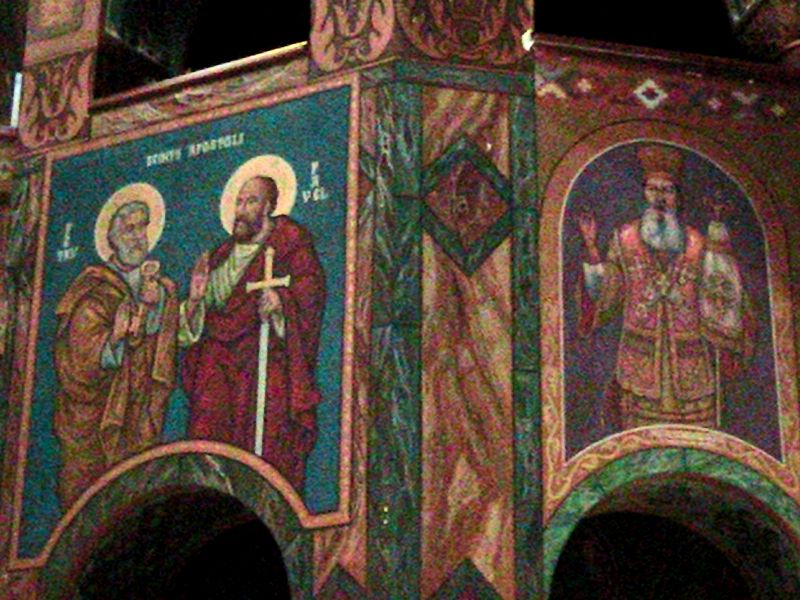
Sf. Petru și Pavel și Iustin Moisescu
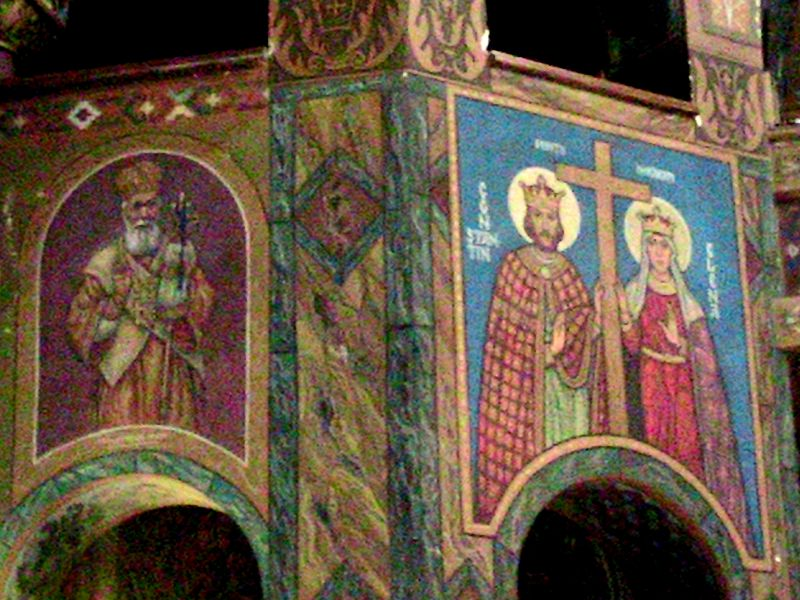
Sf. Constantin și Elena și Nicolae Corneanu
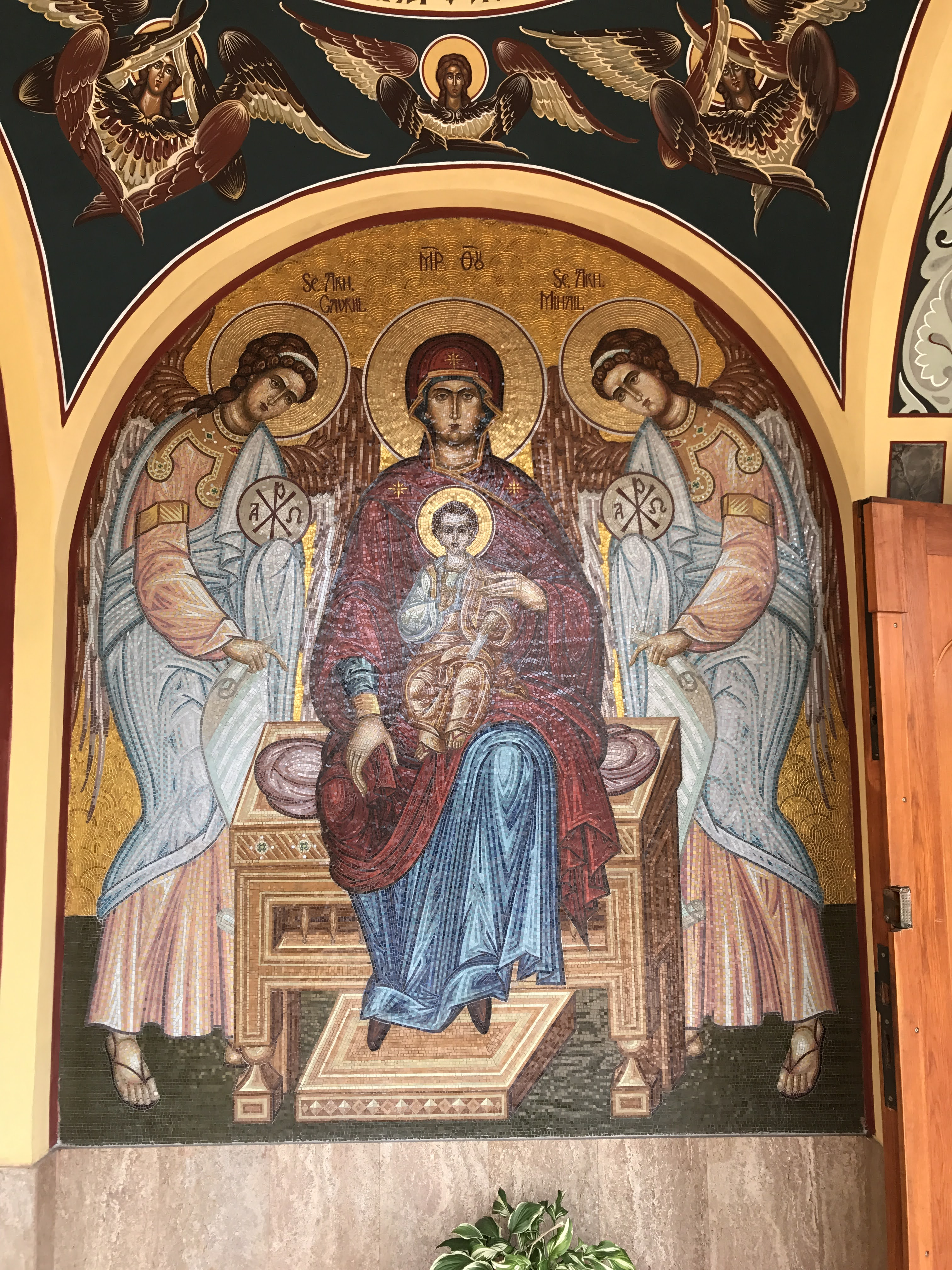
Fecioara Maria cu Pruncul
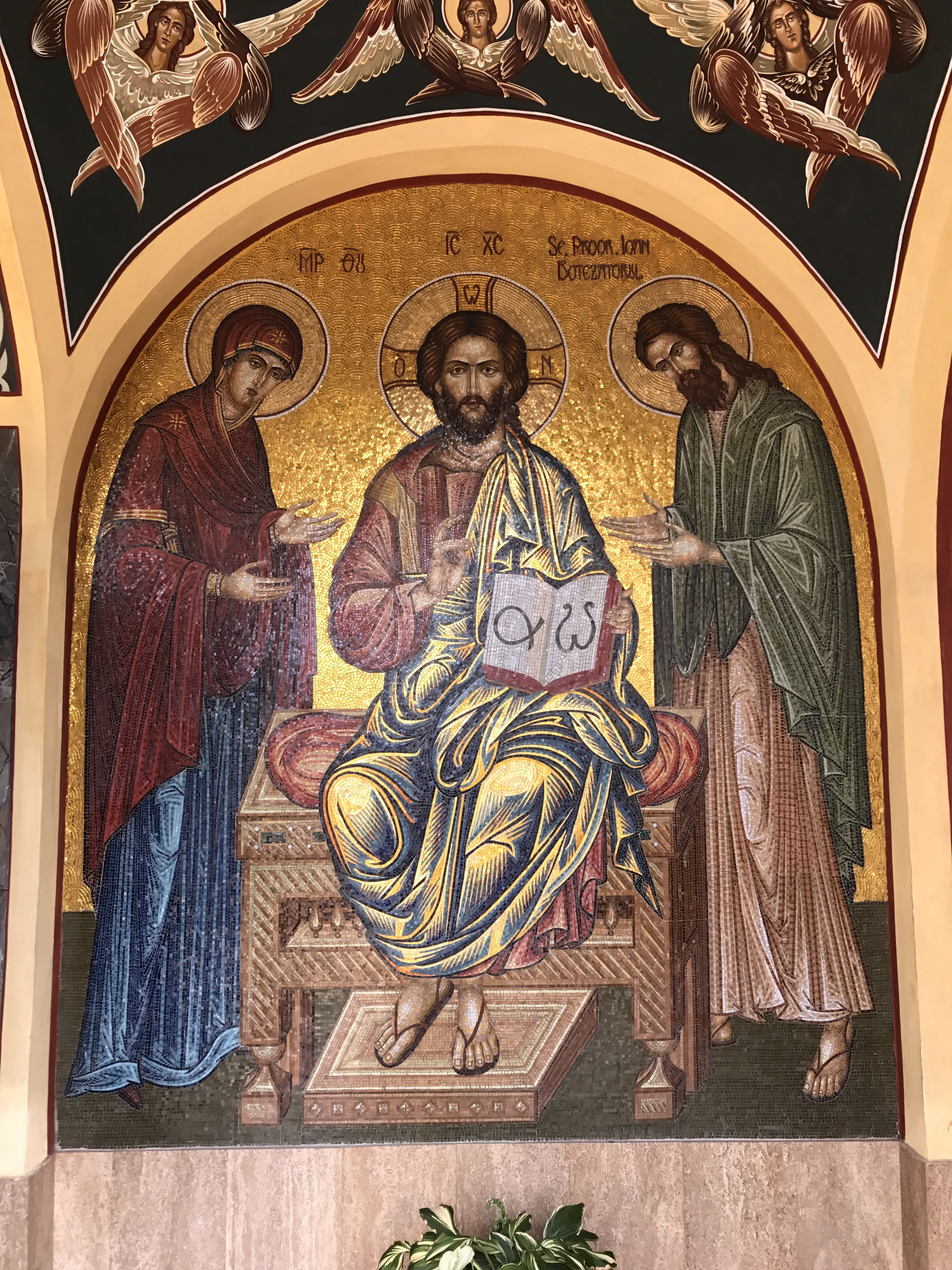
Deisis